# Flugplatz Bocaranga

i7
i11
i13
Der Flugplatz Bocaranga (französisch Aérodrome de Bocaranga, ICAO-Code: FEGC) ist der Flugplatz von Bocaranga, einer Stadt in der Präfektur Ouham-Pendé im Nordwesten der Zentralafrikanischen Republik.
Der Flugplatz liegt etwa 7 Kilometer südlich der Stadt auf einer Höhe von 1045 m beim Dorf Bokongo. Seine Start- und Landebahn ist unbefestigt und verfügt nicht über eine Befeuerung. Der Flugplatz kann nur tagsüber und nur nach Sichtflugregeln angeflogen werden. Er verfügt nicht über reguläre Passagierverbindungen.